# Fernando Chuecos
Fernando «Ruso» Chuecos es un periodista y reportero gráfico venezolano. El 3 de agosto de 2024, pocos días después de las elecciones presidenciales de Venezuela el mismo año, fue detenido por fuerzas de seguridad en su casa. Fue excarcelado el 21 de diciembre, junto con otros trabajadores de la prensa.

## Detención
En la noche del 3 de agosto de 2024, pocos días después de las elecciones presidenciales de Venezuela el mismo año, Fernando fue detenido por fuerzas de seguridad en su casa en Valera, en el estado Trujillo,y presuntamente trasladado a Caracas.La Federación Internacional de Periodistas, la Federación de Periodistas de América Latina y el Caribe y el Sindicato Nacional de Trabajadores de la Prensa de Venezuela (SNTP) condenaron su detención y pidieron su liberación, junto con la de varios otros periodistas.
Fue excarcelado el 21 de diciembre de 2024, junto con los trabajadores de la prensa, Ana Carolina Guaita, Deysi Peña y Gilberto Reina, luego de que el Ministerio Público informara sobre la revisión de 200 casos de detenidos en el contexto postelectoral. Para la fecha, todavía quedaban al menos 9 periodistas encarcelados en el país.